# Statul slovenilor, croaților și sârbilor

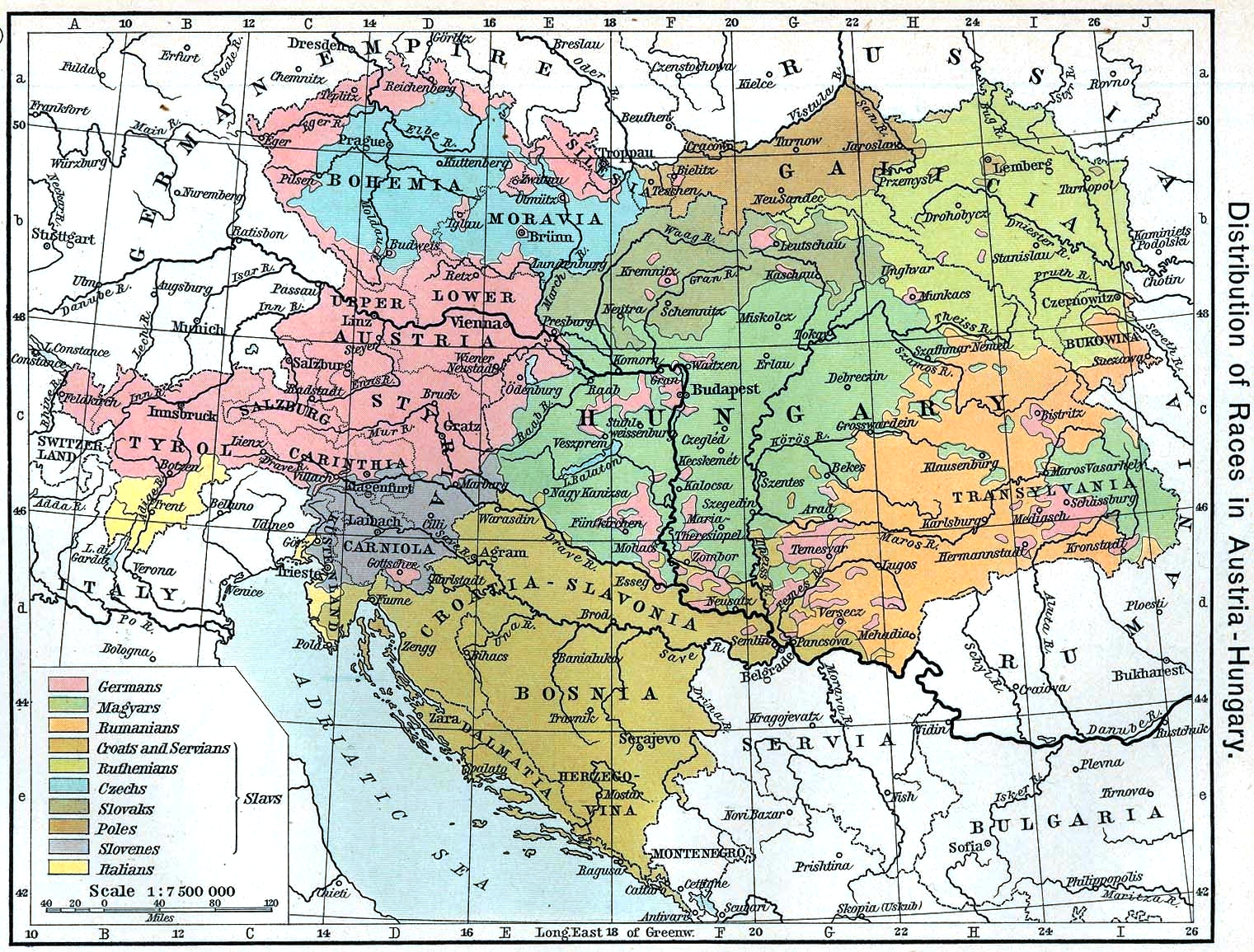
"Distribuția popoarelor din Austro-Ungaria" din atlasul istoric a lui William R. Shepherd, 1911, prezentând locurile cele mai des populate de sloveni, croați și sârbi. Cele mai multe din aceste teritorii au fost incluse în Statul slovenilor, croaților și sârbilor.

Statul slovenilor, croaților și sârbilor a fost un stat de scurtă durată format din cea mai mare parte din părțile sudice ale monarhiei austro-ungare după dizolvarea acesteia, la sfârșitul Primului Război Mondial de către sloveni, croați și sârbi. Acest stat nu a fost recunoscut la nivel internațional.

## Numele
În slovenă, statul era cunoscut cu numele Država Slovencev, Hrvatov in Srbov, în croată ca Država Slovenaca, Hrvata i Srba, (pronunțat: dr̩ˈʒaʋa sloˈʋenatsa xr̩ˈʋataɪ ˈsr̩ba), iar în sârbă ca Држава Словенаца, Хрвата и Срба sau Država Slovenaca, Hrvata i Srba.
Sârbii din numele statului erau locuitorii din Bosnia și Herțegovina, Croația-Slavonia (cuprinzând Syrmia) și Dalmația (inclusiv Golful Kotor, Litoralul muntenegrean până în Spič în apropiere de Bar), nu populația din Regatul Iugoslaviei (care cuprindea teritoriile actuale ale Republicii Macedonia), Regatul Muntenegrului, și Voivodina (inclusiv Banatul, Bácska și Baranya).

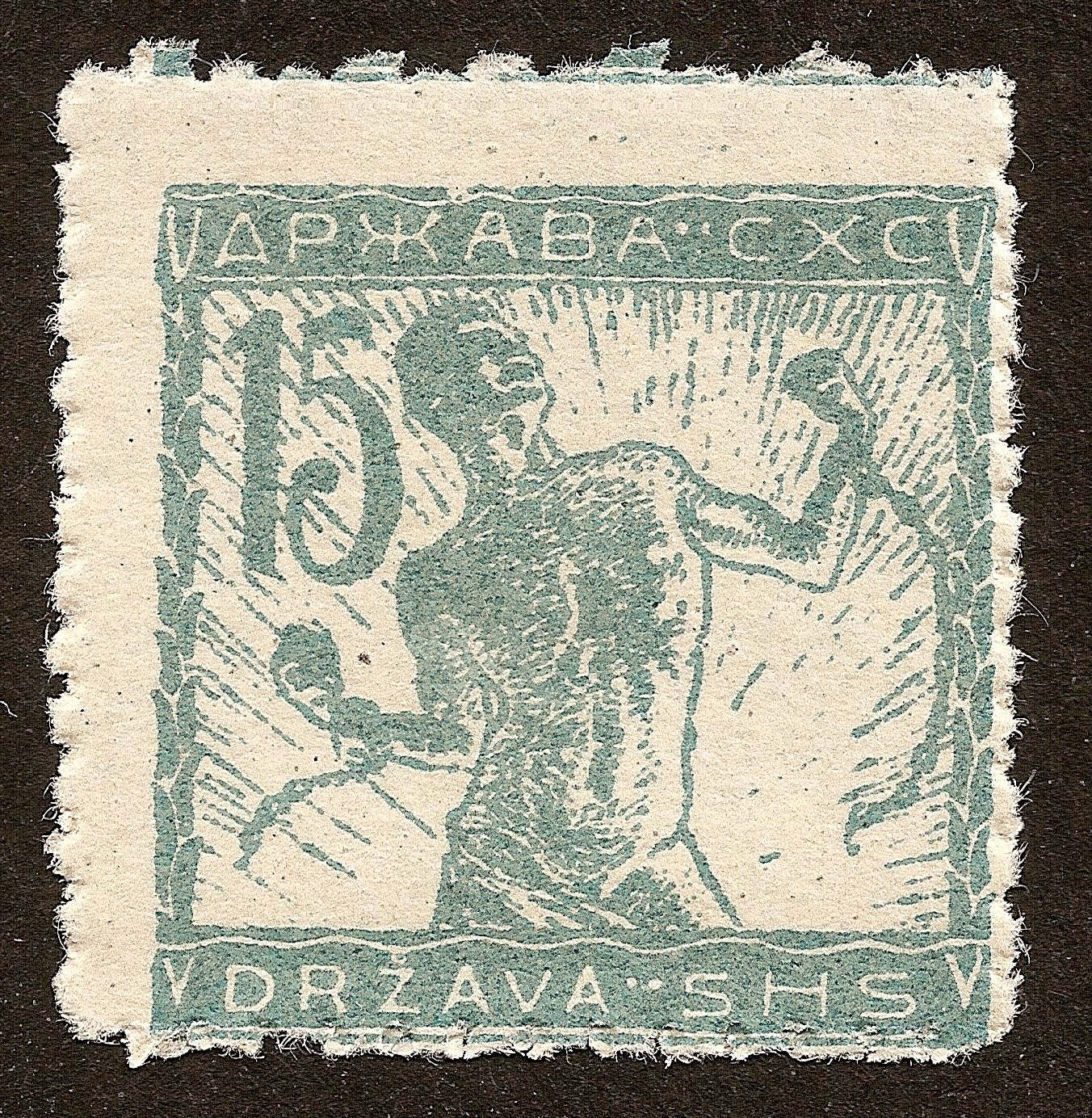
Verigaruul, creat de Ivan Vavpotič pentru singurul timbru poștal al statului, devenit unul din simbolurile de scurtă durată a Statului slovenilor, croaților și sârbilor.

## Istorie
Statul s-a format oficial pe 29 octombrie 1918. Organul de conducere a fost Consiliul Național (Narodno vijeće), alcătuit ad hoc de politicienii influenți la acea dată. Președintele erau slovenul Anton Korošec. Cei doi vice-președinți au fost Svetozar Pribićević de origine sârbă, și Ante Pavelić de origine croată (a nu se confunda cu Ante Pavelić, liderul care a stabilit regimul Puterilor Axei în Croația în 1941).
Aspirațiile noului stat erau să includă toate teritoriile foste Austro-Ungarii, care erau locuite de sloveni, croați și sârbi. Cu toate acestea, sârbii din Voivodina (inclusiv cei din Banat, Bácska și Baranya) s-au opus acestui fapt și au format propria administrație sub autoritatea supremă a Comisiei Naționale Sârbe în Novi Sad. Ulterior, Voivodina s-a alăturat Regatului Iugoslavia pe 25 noiembrie 1918. Cu o zi înaintea acestui eveniment, pe 24 noiembrie 1918, regiunea Syrmia, care făcea prima dată parte din Statul slovenilor, croaților și sârbilor, a părăsit statul, și, de asemenea, s-a alăturat Regatului Iugoslavia.
Pentru a evita predarea flotei militare către Puterile Antantei, împăratul austriac Carol I a dat Consiliului Național al statului întreaga marină imperială austro-ungară și flota comercială, precum și toate porturile, arsenalele, și fortificațiile de pe țărm. Consiliul Național a trimis guvernelor din Franța, Regatul Unit, Italia, Statele Unite ale Americii și Rusia note diplomatice pentru a-i înștiința că statul nu era implicat în război cu niciunul dintre acestea, iar consiliul preluase controlul asupra întregii flote austro-ungare. Cu toate acestea, flota a fost la scurt timp atacată și desființată de marina italiană.
Statul nu a obținut recunoaștere diplomatică înainte de a înceta să existe. Pe 1 decembrie 1918, Consiliul Național se alăturase statului cu Regatul Serbiei (care era deja unit cu Regatul Muntenegrului) pentru a forma Regatul sârbilor, croaților, și slovenilor.